# Exile (japanische Band)
Exile (Eigenschreibweise: EXILE) ist eine 19-köpfige japanische Pop- und Tanzgruppe. Gruppenmitglied Hiro ist der Bandleader, der als Teil der Gruppe Zoo, bei der Plattenfirma For Life Music, debütierte. Allerdings wurden die Veröffentlichungen über Rhythm Zone, ein Sub-Label von Avex, veröffentlicht. Hiro und der Präsident von Avex, Max Matsuura, waren auf derselben Schule.
Insgesamt hat die Band mehr als 20 Millionen Einheiten, alleine in Japan, verkaufen können.

## Geschichte
Der aktuelle Bandleader, Hiro, war eigentlich Gruppenmitglied der Band Zoo, die sich allerdings 1995 auflöste. Im Jahre 1999 gründete er eine neue Musikgruppe, die sich J Soul Brothers nannte und später 2001 den Namen in Exile änderte. (Allerdings startete Hiro im Jahre 2007 ein neues Band-Projekt, welche er J Soul Brothers nannte.)
Atsushi und Shun wurden die Frontmänner der Gruppe und begleiten sie mit ihrem Gesang. Atsushi ist ein Fan der amerikanischen R&B-Gruppe Boyz II Men. Im November 2003, nahm die Band eine Neuaufnahme von Zoos Hit-Single Choo Choo Train auf und bekamen eine starke Werbung für ihr drittes Studioalbum Exile Entertainment. Das Album verkaufte sich mehr als eine Million Mal in Japan. Außerdem waren sie, 2003, auch Teil der Kōhaku Uta Gassen und traten zu Choo Choo Train auf. Anfangs war Exiles Musik noch deutlich von der R&B-Musikrichtung beeinflusst, später ging die Band immer weiter in das orientalische Pop-Genre. Ihre erste Nummer 1 in den Oricon-Single-Charts konnten sie mit der Single Real World erreichen, außerdem veröffentlichten sie eine Kollaboration, welche sich Scream nannte, mit der japanischen Rockgruppe Glay. Die Single konnte sich mehr als 500.000-mal verkaufen und landete auf Platz 1 der Oricon-Charts.
Gruppenmitglied Shun verließ die Gruppe im März 2006, da er sich auf seine Solo-Karriere konzentrieren wollte. Anschließend war ein neuer Sänger als Gruppenmitglied gesucht und so kam, im September 2006, Takahiro in die Gruppe. Obwohl er schon seit der High-School Friseur werden wollte, entschied er sich doch für die Band.
Im Jahre 2007 veröffentlichten Exile ihr Studioalbum Exile Love und setzten einen weiteren Meilenstein, da das Album mit fast 1,5 Millionen verkauften Einheiten das meistverkaufte Album, in Japan, 2008 war. Die Kompilation Exile Ballad Best verkaufte sich in der ersten Woche fast eine Million Mal und sicherte sich somit den ersten Platz der Oricon-Album-Charts. Das Lied Ti Amo, welches auf Exile Ballad Best vertreten war, wurde von der Recording Industry Association of Japan (RIAJ) mit Million ausgezeichnet, da das Lied eine Million Mal legal runtergeladen wurde. Außerdem gewannen sie den Grand Prix Award, bei den 50. Japan Record Awards, für das Lied Ti Amo.
Am 17. Februar 2009 veröffentlichten Exile ihre erste Download-Single, welche The Next Door hieß und als Titellied für die japanische Version von Street Fighter IV verwendet wurde. Parallel gab es auch eine englische Version, The Next Door: Indestructible, welche für die internationale Version des Spiels verwendet wurde. Später wurde auch eine Kollaboration mit dem Rapper Flo Rida, zu The Next Door: Indestructible, veröffentlicht.
Exile und J Soul Brothers gaben am 1. März 2009 bekannt, dass sie sich vereinen, um eine 14-köpfige Gruppe zu werden. Das erste Studioalbum, als 14-köpfige Band, wurde am 2. Dezember 2009 veröffentlicht, hieß Aisubeki Mirai e (jap. 愛すべき未来へ) und konnte an den vorherigen Erfolg anknüpfen. Außerdem gewannen sie für das Lied Someday einen Grand Prix Award, bei den 51. Japan Record Awards.
2011 und 2012 waren Exile für die EMAs, in der Kategorie Best Asian Act, nominiert.

## Diskografie
Studioalben

| Jahr | Titel                              | Höchstplatzierung, Gesamtwochen, AuszeichnungChartsChartplatzierungen (Jahr, Titel, Platzierungen, Wochen, Auszeichnungen, Anmerkungen) | Anmerkungen                                                   |
| Jahr | Titel                              | JP | Anmerkungen                                                   |
| ---- | ---------------------------------- | --- | ------------------------------------------------------------- |
| 2002 | Our Style                          | JP5 Gold · (51 Wo.)JP | Erstveröffentlichung: 6. März 2002 Verkäufe: + 100.000        |
| 2003 | Styles of Beyond                   | JP1 Platin · (80 Wo.)JP | Erstveröffentlichung: 13. Februar 2003 Verkäufe: + 250.000    |
| 2003 | Exile Entertainment                | JP1 Diamant · (58 Wo.)JP | Erstveröffentlichung: 3. Dezember 2003 Verkäufe: + 1.000.000  |
| 2006 | Asia                               | JP1 ×3Dreifachplatin · (47 Wo.)JP | Erstveröffentlichung: 29. März 2006 Verkäufe: + 750.000       |
| 2007 | Exile Evolution                    | JP1 ×3Dreifachplatin · (97 Wo.)JP | Erstveröffentlichung: 7. März 2007 Verkäufe: + 750.000        |
| 2007 | Exile Love                         | JP1 Diamant · (62 Wo.)JP | Erstveröffentlichung: 12. Dezember 2007 Verkäufe: + 1.000.000 |
| 2009 | Ai Subeki Mirai e (愛すべき未来へ) | JP1 Diamant + Platin (Digital) · (67 Wo.)JP                                                                                             | Erstveröffentlichung: 2. Dezember 2009 Verkäufe: + 1.250.000  |
| 2011 | Negai no Tō (願いの塔)             | JP1 Diamant · (60 Wo.)JP | Erstveröffentlichung: 9. März 2011 Verkäufe: + 1.000.000      |
| 2012 | Exile Japan / Solo                 | JP1 ×3Dreifachplatin · (47 Wo.)JP | Erstveröffentlichung: 1. Januar 2012 Verkäufe: + 750.000      |
| 2015 | 19: Road to Amazing World          | JP1 Platin · (43 Wo.)JP | Erstveröffentlichung: 25. März 2015 Verkäufe: + 250.000       |
| 2018 | Star of Wish                       | JP1 Gold · (30 Wo.)JP | Erstveröffentlichung: 25. Juli 2018 Verkäufe: + 100.000       |
| 2022 | Phoenix                            | JP6 (17 Wo.)JP | Erstveröffentlichung: 1. Januar 2022                          |
| 2022 | Power of Wish                      | JP3 (11 Wo.)JP | Erstveröffentlichung: 7. Dezember 2022                        |